# Число Био
Число Био́ ({\displaystyle \mathrm {Bi} }) — один из критериев подобия стационарного теплообмена между нагретым или охлаждённым твёрдым телом и окружающей средой. Назван по имени Ж.-Б. Био (J. B. Biot).
Классическое определение числа Био:
{\displaystyle \mathrm {Bi} ={\frac {\alpha l}{\lambda }},}
где {\displaystyle \alpha } — коэффициент теплоотдачи от поверхности тела к окружающей среде, {\displaystyle \lambda } — коэффициент теплопроводности материала тела.
Число Био характеризует соотношение между перепадом температуры {\displaystyle \delta T=T_{2}-T_{1}}, где {\displaystyle T_{1}}, {\displaystyle T_{2}} — температуры в двух точках тела, находящихся на характерном расстоянии {\displaystyle L} друг от друга, и температурным напором {\displaystyle \Delta T=T_{\omega }-T_{a}} ({\displaystyle T_{\omega }} — температура поверхности тела, {\displaystyle T_{a}} — температура окружающей среды).
Число Био представляет собой отношение термического сопротивления стенки {\displaystyle l/\lambda } к термическому сопротивлению передачи тепла на поверхности {\displaystyle 1/\alpha }. Для геометрически подобных тел равенство чисел Био определяет подобие распределений температуры (температурных полей).
В случае лучистого теплообмена вводится радиационное число Био, определяемое формулой:
{\displaystyle \mathrm {Bi_{rad}} ={\frac {\sigma _{0}T_{0}^{3}l_{0}}{\lambda }},}
где {\displaystyle \sigma _{0}} — постоянная Стефана — Больцмана, {\displaystyle l_{0}} — характерный размер тела, {\displaystyle T_{0}} — характерная (начальная) температура тела.